# نيكوكادو أفوكادو
نيكولاس بيري (من مواليد 19 مايو 1992)، والمعروف على الإنترنت باسم نيكوكادو أفوكادو هو أحد مشاهير الإنترنت الأمريكيين الأوكرانيين وصانع محتوى المعروف بمقاطع فيديو موكبانج على يوتيوب. اعتبارًا من يناير 2024، لقد جمع أكثر من 8.6 مليون مشترك وحوالي 2.5 مليار مشاهدة عبر ست قنوات على اليوتيوب. تشتهر شخصيته بالعروض الكوميدية والمسرحية، حيث اكتسب وزنًا زائدًا أمام الكاميرا وحقق أكثر من 10 مليارات مشاهدة على تيك توك.

## الحياة الشخصية والمهنة الموسيقية
تبنت عائلة أمريكية نيكولاس بيري في طفولته ونشأ في ولاية بنسيلفانيا بالولايات المتحدة.
تخصص بيري في الأداء في الكلية. بين عامي 2011 و2012، عمل بيري كعازف كمان مستقل وعامل في هوم ديبوت، وانتقل إلى مدينة نيويورك في عام 2013 لتحقيق حلمه في العزف في مسرح برودواي. ومع ذلك، فقد وجد صعوبة في كسب لقمة العيش في مدينة محاطة بموسيقيين موهوبين آخرين.
وفقًا لمقطع فيديو نُشر عام 2016، التقى بيري لأول مرة بأورلين هوم من خلال مجموعة نباتية على فيسبوك. بعد أشهر من التواصل عبر الإنترنت، سافر هوم من كولومبيا للقاء بيري في مهرجان وودستوك للفواكه. بدأت علاقتهما بعد السفر معًا في أمريكا الوسطى، وفي أوائل عام 2014، ترك بيري مسيرته الموسيقية ليستقر مع هوم في كولومبيا. وتزوج الاثنان في 10 أبريل 2017.

## مسيرته على الإنترنت
هوم، الذي كان لديه بالفعل قناة على اليوتيوب، شجع بيري لأول مرة على بدء قناته الخاصة في عام 2014. قناته، المسماة نيكوكادو أفوكادو، كانت تتكون بعد ذلك من مدونات فيديو نباتية وأسلوب حياة، بالإضافة إلى العروض الموسيقية. في 1 سبتمبر 2016، أصدر بيري مقطع فيديو يشرح فيه سبب عدم رغبته في أن يكون مستخدمًا نباتيًا على يوتيوب وإحباطاته تجاه المجتمع النباتي، الذي وصفه بأنه "غير متوازن ومعادٍ وغير مستقر عقليًا".
منذ عام 2016 فصاعدًا، بدأ بيري في تصوير مقاطع فيديو موكبانغ، ليصبح واحدًا من أوائل الرجال الأمريكيين الذين شاركوا في هذا الاتجاه، حيث وصل مقطع فيديو موكبانغ الأول الخاص به إلى 50000 مشاهدة في غضون أسبوعين. وأظهرت مقاطع فيديو موكبانغ السابقة ببغاءه الأليف وهو يجلس على كتفه أثناء تناول الطعام.
ظهر بيري في برنامج توش.0 الخاص بقناة كوميدي سنترال في عام 2018 لديه أيضًا حضور على منصات أخرى غير يوتيوب، مثل: تيك توك، تويتر، فيسبوك، إنستغرام، باتريون، وأونلي فانز. ويقول إنه تعرض لنوبات هوس بسبب نظامه الغذائي السيئ، وأنه يستغل لحظات ضعفه عن طريق استخدام طعم النقرة لتشجيع مشاهدات مقاطع الفيديو الخاصة به.

## صحة
نظرًا للزيادة الحادة في وزن بيري في السنوات الأخيرة، أعرب العديد من المعجبين ومستخدمي يوتيوب عن قلقهم بشأن صحته. في مقابلة عام 2019، قال بيري إنه خطط فقط لإنشاء مقاطع فيديو موكبانغ "لبضع سنوات أخرى" وأن هذا "غير صحي للغاية". كما دفعت العديد من مقاطع الفيديو المضطربة عاطفيًا التي رفعها بيري الناس إلى التشكيك في حالة صحته العقلية.
في عام 2019، صرح بيري لصحيفة صحة الرجل أنه يعاني من العنانة وفقدان الدافع الجنسي نتيجة الإفراط في تناول الطعام. في 18 سبتمبر 2021، ادعى أنه أصيب بكسر في ضلوعه بعد أشهر من "السعال الشديد والمفرط". في عام 2021، أخبر مشاهديه أنه يُصنف على أنه معاق ويركب دراجة نارية متنقلة.